# Codorna-dos-restolhos
A codorna-dos-restolho (Coturnix pectoralis) é uma espécie nativa da Austrália, onde é a espécie mais comum de codorna no país. A espécie não está sob ameaça de extinção (IUCN Least Concern ). A codorna-dos-restolhos é comum e encontrada em todos os estados e territórios da Austrália, exceto a Tasmânia. Outros nomes comuns incluem codorna-cinza e codorna-peitoral.

## Taxonomia
A codorna-dos-restolhos é um membro da família Phasianidae. Essa espécie vezes é considerada co -específica com a extinta codorna da Nova Zelândia, Coturnix novaezealandiae. Nesse caso, o nome da última espécie teria prioridade e a codorna-dos-restolhos se tornaria Coturnix novaezelandiae pectoralis. A análise filogenética de três sequências separadas da região de controle mitocondrial em 2009 mostrou uma estreita relação filogênica entre as duas aves e foi confirmado que são espécies separadas. O isolamento geográfico ocorreu entre as espécies australianas e as espécies da Nova Zelândia quando o Mar da Tasmânia tornou-se muito largo para os pássaros fazerem a viagem. Este isolamento geográfico permitiu que ocorressem divergências genéticas e duas espécies distintas foram produzidas. As duas espécies então perderam independentemente a capacidade de voar longas distâncias.

## Descrição
A codorna-dos-restolhos é uma ave terrestre caracterizada por suas penas marrom-escuras com uma faixa creme no centro de cada pena dando origem a listras ao longo do comprimento da ave. É uma espécie rechonchuda, maior do que outras codornas nativas. Os pássaros machos crescem cerca de 18 a18,5 cm de comprimento e as fêmeas são geralmente ligeiramente maiores. Os machos adultos pesam cerca de 100g e as fêmeas cerca de 110g com todas as aves tendo uma envergadura entre 25 e 33cm. A codorna-dos-restolhos também pode ser identificada pelo barulho de zumbido alto feito por suas asas durante a decolagem para o vôo, uma vez perturbada no solo.

## Distribuição e habitat
A codorna-dos-restolhos é encontrada em uma grande variedade de habitats, desde partes muito secas da Austrália até pastagens alpinas. É mais comuns nas áreas de alta precipitação do sudeste e oeste da Austrália, embora seja freqüentemente encontrada na zona árida após chuvas acima da média. A espécie já foi encontrada em todos os estados australianos, incluindo a Tasmânia, até os anos 1940 a 1960, quando se extinguiu na Tasmânia. Na Austrália continental, apesar da codorna-dos-restolhos viver em vários lugares ela tende a evitar áreas arborizadas, pois o dossel obstrui o crescimento da vegetação rasteira espessa que ela preferem. Ela prefere um habitat de pastagem alta composta por espécies de gramíneas nativas, espécies introduzidas ou culturas. A densidade da cobertura do solo é muito importante para o habitat das codornas-dos-restolhos, pois as aves preferem uma vegetação muito densa. Uma alta densidade de cangurus e coelhos (ou qualquer animal pastando) em uma área pode diminuir a altura e a densidade da vegetação campestre e tornar o habitat inadequado para codornizes. As aves são freqüentemente encontradas em áreas agrícolas após a colheita dos cereais onde se alimentam de grãos e insetos.

## Comportamento

### Reprodução

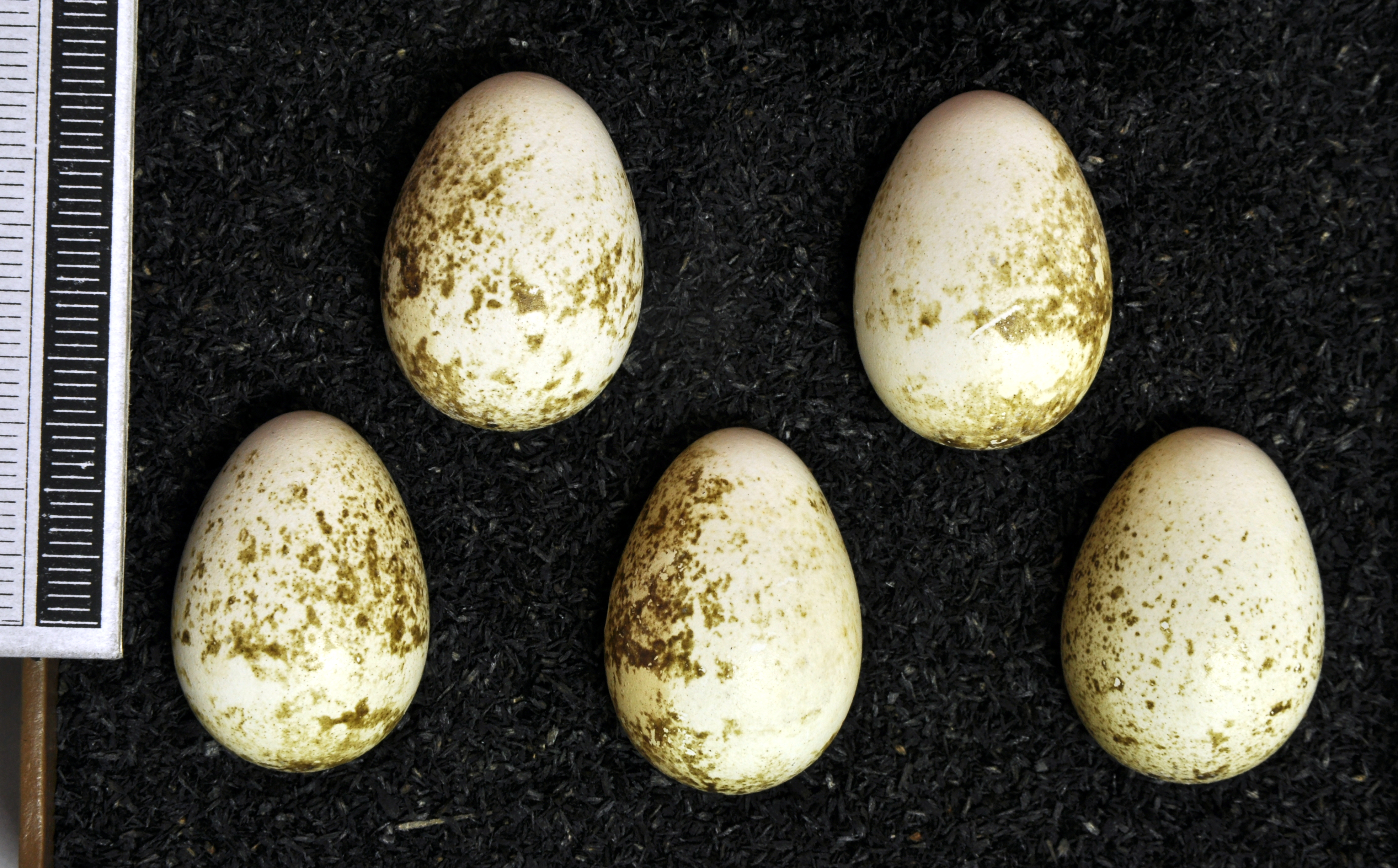
Ovos, Museu da Coleção Wiesbaden

Em Victoria, a codorna-dos-restolhos se reproduz entre agosto e dezembro mas a época de reprodução pode variar devido às condições ambientais. Os pares reprodutores podem ficar juntos durante todo o ano e se um par se separar no momento da liberação, eles chamarão um ao outro para se localizar. A codorna fêmea põe cerca de sete ou oito ovos amarelos que são incubados somente por ela por 18 dias. Freqüentemente, as codornas-dos-restolhos fazem seus ninhos em plantações que estão prestes a serem colhidas, então seus ninhos são destruídos. Ambos os pais protegem os filhotes até que estejam quase no tamanho normal mas quando os filhotes atingem seis semanas e têm uma plumagem completa, seus pais removem os filhotes de seus próprios criadouros. Os machos cantam ao amanhecer e ao anoitecer como uma exibição territorial.

### Nomadismo
A codorna-dos-restolhos é uma espécie nômades e se move para os recursos disponíveis, no entanto, quando os recursos são muito limitados, ela tende a se espalhar em todas as direções. As aves podem viajar distâncias muito longas com a mais distante registrada em 1142 km. A espécie é geralmente avistada individualmente ou em pares, embora às vezes seja vistas em pequenos grupos de até 20 aves. Grupos maiores estarão presentes em áreas onde as condições são boas.

### Ameaças
Espécies invasoras na Austrália como raposas-vermelhas e gatos-ferais são seus maiores predadores, especialmente quando fazem ninhos. Os humanos também reduzem o número de codornas, já que podem ser legalmente caçados em algumas partes da Austrália, no entanto, existem regulamentos rígidos em vigor para garantir que elas não sejam caçadas nos momentos em que a população é fraca, como reprodução, época de muda e estresse ambiental.

## Adaptações evolutivas
A codorna-dos-restolhos tem muitas adaptações evolutivas que a permitem viver em condições muito secas. Isso inclui baixos requisitos diários de água, alta tolerância à água salina e a capacidade de produzir produtos residuais altamente concentrados. A urina altamente concentrada é obtida pela grande medula no rim que está presente na codorna restolho. Se os pássaros têm acesso à folhagem verde e também aos grãos, a codorna-dos-restolhos pode sobreviver sem beber água. Em áreas onde as temperaturas são muito altas, observou-se que codornas forrageiam durante a noite. Os exemplares que vivem em áreas áridas podem ter padrões de reprodução muito irregulares que são mais dependentes das condições ambientais do que da duração do dia. Isso aproveita recursos como comida e água para seus pintinhos. A codorna-dos-restolhos é termicamente neutra em 30-35 ° C então em alguns habitats onde as temperaturas caem abaixo de 0 ° C uma grande quantidade de energia é gasta mantendo a temperatura corporal.